# جون ويتشرش بينيت
جون بينيت يتجيرج (بالإنجليزية: John Whitchurch Bennett)‏  (و. 1808 – 1843 م) هو عالم البحار من المملكة المتحدة .
توفي عن عمر يناهز 35 عاماً.